# Faragó Jenő (újságíró)
Faragó Jenő (Szeged, 1925. július 12. – 2019. május 23.) Rózsa Ferenc-díjas (1985) magyar újságíró, író, költő.

## Élete
A háború utáni fiatal író-újságíró-nemzedék tagjaként Takács Tibor akkor ugyancsak kezdő költő-íróval elindították a szegedi Kortárs című irodalmi folyóiratot, amely különböző okok miatt hamar megszűnt. Költőként hosszú szünet következett Faragó Jenő pályáján, mivel 1948–1952 között a Dél-Magyarország munkatársa, majd megbízott főszerkesztője lett, két évvel később, 1954-ben került a Szabad Néphez, ahol már csak újságírással foglalkozott.
1956. november 1-jén három kollégájával közösen megalapították a Népszabadságot. Nyolc éven át ennek a lapnak volt római tudósítója, majd innen ment főmunkatársként nyugdíjba 1989-ben. Aktív éveiben számos könyve jelent meg részben a Kossuth Kiadónál, részben más kiadóknál. Érdekelték szociológiai, pedagógiai kérdések, és arról az országról, Olaszországról, ahol sok évet töltött, számos könyvben mondta el tapasztalatait.

## Művei
- Karrier a szocializmusban (szociológia, 1965)
- Fiatalok vallomásai világnézetről, erkölcsről (szociológia, 1968)
- A keserű méz szigetén. Szardiniai útirajz; Franceso Màsala versford. Héra Zoltán; Kossuth, Budapest, 1972
- Az olasz helyzet. Válság, terrorizmus, alternatívák; Kossuth, Budapest, 1978 (Nemzetközi zsebkönyvtár)
- Közügy? Magánügy?; Kossuth, Budapest, 1979
- A P-2 páholy titkai. Licio Gelli, a bérgyilkosok, összeesküvések, panamák nagymestere; ILK, Budapest, 1985; szlovák nyelvű kiadás: Tajomstvo lóže, 1987
- Mr. Kádár; vál. Faragó Jenő; Hírlapkiadó Vállalat, Budapest, 1989 (Tabu)
- Váltságdíj vagy halál – 52 emberrablás története (1993)
- Szellemidézés. Regényes kortörténeti életrajz; szerző, s.l., 2013
- A mindenségből kitaszítva. Válogatott versek; s.n., s.l., 2013

## Díjai, elismerései
- Munka Érdemrend arany fokozata (1974)
- Rózsa Ferenc-díj (1985)